# Хнум
Хнум (такође и Кхнему, Кхнум) је староегипатски бог-ован, који је поштован на Елефантини. Представља једно од најстаријих божанстава, поштован је од прве династије (2925—2775. п. н. е) па до првих векова наше ере.
Хнум има стваралачке моћи, али није створитељ, контролише плављење па је у тесној вези са Нилом.

## Приказ
Хнум се приказује као човек са главом овна или потпуно као ован. Рогови су увијени, хоризонтално постављени на раним приказима, а до краја остају делови украса за главу.
Приказиван са грнчарским точком и то како на точку обликује људске тело. Према миту је бог Хнум, у истом моменту на грнчарском точку створио и човека и његов Ка.